# Rogelio Echavarría
Rogelio Echavarría Múnera (Santa Rosa de Osos, 27 de marzo de 1926-Bogotá, 29 de noviembre de 2017) fue un poeta y periodista colombiano.

## Biografía
Reconocido antólogo de poesía colombiana, estudioso, reseñista y crítico con amplia influencia y autoridad para las nuevas generaciones. Se le asoció en un principio con el grupo literario 'Cuadernícolas' y más tarde con la generación de 'Mito'. No obstante, su obra permanece casi insular dada su sencillez, brevedad y hondura existencial. Sin duda su obra más importante es El transeúnte (1945-1952), la cual ha sido objeto de continuas reediciones  y ampliaciones por parte del autor. Como periodista trabajó por muchos años en El Espectador y El Tiempo de Bogotá. Fue miembro de la Academia Colombiana de la Lengua. 
Fue padre del músico Juan Fernando Echavarría (1953-2002) quien destacó en importantes agrupaciones musicales tales como Génesis y Los Viajeros de la Música.

## Obras

### Poesía
- Edad sin peruano, ediciones Teoría, 1948, primeros poemas recogidos luego en El Transeúnte
- El Transeúnte, Ministerio de Educación, 1964; sucesivas reediciones aumentadas y corregidas:
  - Instituto colombiano de Cultura -Colcultura-, 1977
  - Fondo cultural cafetero, 1984
  - Oveja negra, 1985
  - Colección autores antioqueños, 1992
  - Universidad de Antioquia, 1994
  - Norma, 1999
  - Editorial Universidad de Antioqua, Medellín, 2003. ISBN 958-655-795-2
  - Universidad de Antioquia, 2004
- Canciones de un niño triste: primeros poemas 1935-1941, Biblioteca Pública Piloto, 2005

### ANTOLOGIA
- Antología didáctica, Editorial Norma, 1969
- Versos memorables: las 100 poesías más famosas de Colombia, Planeta, 1989
- Lira de amor; antología poética, Planeta, 1990
- Los mejores versos a la madre, Círculo de lectores, 1992
- Crónicas de otras muertes y otras vidas: selecciones de Sucesos, Editorial Universidad de Antioquia, 1993
- Poemas al padre: homenajes y evocaciones de poetas colombianos, Panamericana, 1997
- Antología de la poesía colombiana, Ministerio de Cultura/Áncora Editores, Bogotá, 1998. ISBN 958-96244-0-5
- Poesía irreverente y burlesca, Planeta, 1999
- Antología de poemas al hijo, Intermedio editores, 2004

### Comentarios bibliográficos
- Mil y una notas (de "Carátulas y solapas"), 2 tomos, reseñas y notas periodísticas de literatura, Instituto Caro y Cuervo, 1995, prologadas y anotadas por Darío Jaramillo Agudelo

### Otros
- Quién es quién en la poesía colombiana, Ministerio de Cultura/Áncora Editores, 1995

## Premios y distinciones
- Premio al mejor comentarista bibliográfico, 1978
- Miembro de la Academia colombiana de la lengua desde 1990
- Beca del Instituto colombiano de cultura, 1993
- Premio nacional de poesía por reconocimiento, vida y obra, Universidad de Antioquia, 2003
- Homenaje a su vida y obra, Gimnasio Moderno, Bogotá, 2009